# Маріупольський цвинтар (Таганрог)
Маріупольський цвинтар, відомий також як Новий (рос. Мариупольское кладбище) — один з дев'яти міських некрополів Таганрога.

## Історія
Маріупольський цвинтар був заснований у 2000 році. Цвинтар розташований в західній частині міста, на Маріупольському шосе, звідси і назва. Маріупольський цвинтар є діючим, тут є вільні ділянки для нових поховань, також є можливість поховання в сімейні та родинні могили. Загальна площа цвинтаря зараз становить близько 20 га.
Каплиця Олександра Невського
У 2008 році, в ознаменування 65-ї річниці визволення Таганрога, з ініціативи настоятеля Свято-Троїцького приходу протоієрея Тимофія Фетісова на Маріупольському цвинтарі Таганрога була споруджена меморіальна каплиця. Освячена каплиця була в серпні 2008 року, до 65-ї річниці визволення Таганрога від німецьких загарбників.
Каплиця князя Олександра Невського висотою 15 метрів знаходиться поруч з могилами радянських солдатів та офіцерів, на алеї Слави. Усередині храму знаходиться меморіальна стіна з зазначенням назв дивізій, які звільняли Таганрог від німецьких загарбників.
Щодня в каплиці відбуваються відспівування покійних і панахиди, приймаються записки з проханнями помолитися за померлих, щодня відбувається древня молитовна традиція читання Псалтиря за покійними.

## Відомі люди, поховані на цвинтарі
- Гаврюшкін Олег Павлович (1927 — 2008) — російський історик, краєзнавець, двічі лауреат премії ім. І.Д. Василенко.
- Пнівський Аріан Петрович (1924 — 2015) — настоятель Свято-Георгіївського храму в Таганрозі.
- Рябоштанов Сергій Юрійович (1963 — 2009) — російський архітектор, головний архітектор Таганрога.

## Час роботи
- понеділок — неділя: 8:00 - 20:00 (з травня по вересень);
- понеділок — неділя: 9:00 - 17:00 (з жовтня по квітень).